# 나가모리역
나가모리역(일본어: 長森駅)은 일본 기후현 기후시에 있는 도카이 여객철도 다카야마 본선의 역이다.

## 역 구조 및 승강장
지상역이며, 상대식 승강장 2면 2선으로 교행이 가능하다. 고속 통과(100km/h)가 가능한 양쪽 분기기를 이용하여 교행할 수 있다.
기후역 관리의 무인역이며, 2010년 3월부터 TOICA 전용 간이 개찰기가 설치되었다. 화장실은 설치되어 있지 않다. 또한, 하행 승강장도 역의 북쪽으로 직접 출입한다. 역사는 무인화 때 세워졌던 간이 역사이다.
| 1 | ■ 다카야마 본선 | 상행 | 기후 · 나고야 방면       |
| 2 | ■ 다카야마 본선 | 하행 | 미노오타 · 다카야마 방면 |

## 역 주변
- 나고야 철도 가카미가하라 선 - 데지가라 역
- 데지가라오 신사

## 역사
- 1920년 11월 1일 : 다카야마 선(1934년에 다카야마 본선으로 개칭) 기후 - 가가미가하라 간 개통과 동시에 개업. 여객 및 화물의 취급을 개시.
- 1969년 1월 1일 : 화물의 취급을 폐지. 무인역화.
- 1987년 4월 1일 : 일본국유철도 분할 민영화에 의해, 도카이 여객철도의 역이 된다.
- 2010년 3월 13일 : TOICA 도입.

## 인접 역
| 도카이 여객철도 다카야마 본선 | 도카이 여객철도 다카야마 본선 | 도카이 여객철도 다카야마 본선        |
| ----------------------------- | ----------------------------- | ------------------------------------ |
| 기후 방면                     | ■ 다카야마 본선               | 나카 미노오타·다카야마·이노타니 방면 |